# 山田満知子
山田 満知子（やまだ まちこ、旧姓：木下、1943年6月26日 - ）は、日本の元フィギュアスケート選手のちコーチ。橋口高次とパートナーを組み、ペア種目で活動した。引退後はコーチに転身し、伊藤みどり、浅田真央、宇野昌磨らを育てた。

## 経歴
名古屋市出身。「堅い家」の4人きょうだいの末っ子で、好き勝手に育った。7歳からスケートを始める。選手としては国体少年の部、インターハイで優勝経験があるほか、全日本選手権やインカレで入賞するなど国内で活躍する。金城学院高校を経て金城学院大学家政学部を卒業後、愛知県スケート連盟の手伝いに駆り出されているうちに「これが一生の仕事になるとも思わず（中略）軽い気持ちで」コーチの道へ進んだ。
伊藤みどり、浅田真央ら国際大会で活躍した多くの選手たちを輩出した世界的な名コーチとして知られる。伊藤との出会いは、伊藤が5歳のころで、「両親が離婚した上に家庭環境も恵まれない子だったので、スケートでご飯を食べていけるようにしてあげたい」という思いから自宅に引き取って育てたという。現在は新田谷凜、山下真瑚、松生理乃などの指導にあたっている。
コーチを始めたころから普及に力を入れており、自著にライフワークは「底辺拡大」だと綴っている。現在でも名古屋スポーツセンターをホームリンクとするグランプリ東海フィギュアスケーティングクラブのコーチとして子どもたちを初心者から指導している。1989年文部省スポーツ功労者賞受賞、2005年文部科学省国際大会最優秀賞者受賞。
ジャンプの指導に実績があるが、山田は「たまたま、ジャンプの好きな子が集まってきたから」だと語っており、3回転アクセルに挑戦する門下生が多いのも特に勧めたわけではないという。スケート技術の指導と同等かもしくはそれ以上に人間性や躾を教え込むことに力を入れており、伊藤を輩出するまでは、「お姑さんのいる家にいってもちゃんとやっていけるように仕込んでくれる」と評判をとっていた。また、一般的なコーチと違い、選手の親を積極的に練習に参加させ、協力する方針をとっているほか、年長の選手の用具（エッジや衣装）を年少の選手に再活用させることが特徴として取り上げられる。
その他山田の元教え子には小岩井久美子、恩田美栄、中野友加里、大島淳、山崎愛里彩、村上佳菜子、宇野昌磨がいる。さらに、かつて山田のアシスタントコーチを務めた樋口美穂子なども居た。また声優、歌手、脚本家の山本麻里安も幼少期にスケートを習っていた頃、教えていた事がある。

## 主な戦績
| 大会/年              | 1959-60 | 1960-61 |
| -------------------- | ------- | ------- |
| 全日本選手権         |         | 2       |
| 全日本ジュニア選手権 |         | 2       |
| 国民体育大会         | 1       |         |

## 受賞歴
- 1989年 - スポーツ功労者賞受賞（文部省）
- 2005年 - 国際大会最優秀賞者（文部科学省）

## 著書
- 『美しく舞うためのフィギュアスケートレッスン』（監修、MCプレス、2006年12月、ISBN 4901972685）
- 『素直な心が才能を伸ばす!―だれでも結果は出せる』（青春出版社、2007年3月、ISBN 4413036379）